# Grimaldia barbifrons
Grimaldia barbifrons là một loài rêu trong họ Aytoniaceae. Loài này được Bisch. mô tả khoa học đầu tiên năm 1835. Danh pháp khoa học của loài này chưa được làm sáng tỏ. 